# Segunda Conferência Geral do Episcopado Latino-Americano
A Segunda Conferência Geral do Episcopado Latino-americano realizou-se em Medellín, na Colômbia no período de 24 de agosto a 6 de setembro de 1968. 
A Conferência foi convocada pelo Papa Paulo VI para aplicar os ensinamentos do Concílio Vaticano II às necessidades da Igreja presente na América Latina. A temática proposta foi “A Igreja na presente transformação da América Latina à luz do Concílio Vaticano II”. A abertura da Conferência foi feita pelo próprio Papa que marcou a primeira visita de um pontífice à América Latina.
Durante os três anos de duração do Concílio Vaticano II, de 1962 a 1965, os padres conciliares latino-americanos mantiveram várias reuniões do CELAM em Roma. Ali brotou a ideia de propor ao Santo Padre a realização da segunda Conferência Geral. 
Em 1966 a presidência do CELAM apresentou a Paulo VI a proposta da nova Conferência. O pontífice a acolheu com satisfação e a convocou para se realizar em Medellín, de 26 de agosto a 6 de setembro de 1968. 
Sob o tema: “A Igreja na atual transformação da América Latina à luz do Concílio”, Medellín apresentou-se como uma recepção do Concílio Vaticano II na América Latina.
A Conferência foi inaugurada por Paulo VI na catedral de Bogotá, no dia 24 de agosto, por ocasião do XXXIX Congresso Eucarístico Internacional. Dela participaram 86 bispos, 45 arcebispos, 6 cardeais, 70 sacerdotes e religiosos, 6 religiosas, 19 leigos e 9 observadores não católicos, presididos por  Antônio Cardeal Samoré, presidente da Pontifícia Comissão para a América Latina, e por Dom Avelar Brandão Vilela, arcebispo de Teresina e presidente do CELAM. No total, participaram 137 bispos com direito a voto e 112 delegados e observadores.  
Em seu discurso inaugural, pronunciado no dia 24 de agosto em Bogotá, Paulo VI sublinhou a secularização, que ignorava a referência essencial à verdade religiosa, e a oposição – pretendida por alguns – entre a Igreja chamada institucional e a Igreja denominada carismática. O pontífice também evidenciou sua preocupação com os problemas doutrinários que se percebiam no imediato pós-concílio. Insistiu em promover a justiça e a paz, alertando diante da tática do marxismo ateu de provocar a violência e a rebelião sistemática, e de gerar o ódio como instrumento para alcançar a dialética de classes. 
Três foram os grandes temas de Medellín: Promoção humana; Evangelização e crescimento na fé; Igreja visível e suas estruturas. Foram produzidos 16 documentos, no horizonte dos três grandes temas citados: I) Justiça, Paz, Família, Demografia, Educação, Juventude. II) Pastoral popular, Pastoral de elites, Catequese, Liturgia. III) Movimentos de Leigos, Sacerdotes, Religiosos, Formação do Clero, Pobreza da Igreja, Pastoral de Conjunto, Meios de Comunicação. 
Ganharam grande repercussão os documentos sobre a Justiça, a Paz e a Pobreza da Igreja. Diante da relevância e impacto desses documentos, elementos característicos de Medellín foram as reflexões sobre pobreza e libertação. 
“O Episcopado Latino-Americano não pode ficar indiferente ante as tremendas injustiças sociais existentes na América Latina, que mantêm a maioria de nossos povos numa dolorosa pobreza, que em muitos casos chega a ser miséria humana(…) para nossa verdadeira libertação, todos os homens necessitam de profunda conversão para que chegue a nós o “Reino de justiça, de amor e de paz”. A origem de todo desprezo ao homem, de toda injustiça, deve ser procurada no desequilíbrio interior da liberdade humana, que necessita sempre, na história, de um permanente esforço de retificação. A originalidade da mensagem cristã não consiste tanto na afirmação da necessidade de uma mudança de estruturas, quanto na insistência que devemos pôr na conversão do homem. Não teremos um continente novo sem novas e renovadas estruturas, mas sobretudo não haverá continente novo sem homens novos, que à luz do Evangelho saibam ser verdadeiramente livres e responsáveis.”  
Sobre a concepção cristã da paz, os bispos apontam três características: a paz, primeiramente, é obra da justiça, pois “supõe e exige a instauração de uma ordem justa na qual todos os homens possam realizar-se como homens, onde sua dignidade seja respeitada, suas legítimas aspirações satisfeitas, seu acesso à verdade reconhecido e sua liberdade pessoal garantida”. 
Em segundo lugar, a paz é uma tarefa permanente, pois “a paz não se acha, há que construí-la”, e o “cristão é um artesão da paz”. Em terceiro lugar, a paz é fruto do amor, ou seja, “expressão de uma real fraternidade entre os homens”, fraternidade essa “trazida por Cristo, príncipe da paz, ao reconciliar todos os homens com o Pai”.  
Diante do quadro de injustiça e pobreza, os bispos afirmam que a missão pastoral da Igreja “é essencialmente serviço de inspiração e de educação das consciências dos fiéis, para ajudá-los a perceberem as exigências e responsabilidades de sua fé, em sua vida pessoal e social”.  
Já na Introdução das Conclusões de Medellín os bispos afirmam que “a Igreja latino-americana, reunida na II Conferência Geral de seu Episcopado, situou no centro de sua atenção o homem desde continente, que vive em um momento decisivo de seu processo histórico”. 
“Nessa transformação, por trás da qual se anuncia o desejo de passar do conjunto de condições menos humanas para a totalidade de condições plenamente humanas e de integrar toda a escala de valores temporais na visão global da fé cristã, tomamos consciência da vocação original” da América Latina: “a vocação de unir em uma síntese nova e genial o antigo e o moderno, o espiritual e o temporal, o que outros nos legaram e nossa própria originalidade.” 